# Lysimachia alfredii
Lysimachia alfredii är en viveväxtart som beskrevs av Henry Fletcher Hance. Lysimachia alfredii ingår i släktet lysingar, och familjen viveväxter. Utöver nominatformen finns också underarten L. a. chrysosplenioides.